# Дросселирование
Дросселирование (от нем. drosseln — ограничивать, глушить) — понижение давления газа или пара при протекании через сужение проходного канала трубопровода — дроссель, либо через пористую перегородку. Дросселирование всегда происходит без совершения работы, без изменения кинетической энергии потока и соответственно его скорости (в отличие от адиабатного истечения из сопла) и с увеличением энтропии термодинамической системы, но при этом энтальпия в начальном и конечном состояниях постоянна, при условии, что процесс дросселирования адиабатный, то есть происходит без обмена теплотой. Процесс происходит из-за гидравлических потерь и вязкого трения.

## Количественное рассмотрение
Дросселирование является близким к идеальному осуществлением процесса Джоуля-Томсона. Дросселирование можно рассматривать как изоэнтальпийный квазиравновесный процесс.
Для идеального газа эффект принципиально нулевой, поэтому необходимо использовать более точную модель, часто используют газ Ван-дер-Ваальса, хотя точность этой модели, например, в двухфазной области (для влажного пара) и для жидкости неудовлетворительна. В общем случае для процесса Джоуля-Томсона можно написать:
{\displaystyle \left({{\Delta T} \over {\Delta P}}\right)_{I}={{T\left({{\partial V} \over {\partial T}}\right)_{P}-V} \over {C_{P}}}}
окончательный результат будет зависеть от используемой модели газа. Дифференциальным эффект называют тогда, когда {\displaystyle \Delta P}  и {\displaystyle \Delta T} можно считать достаточно малыми, чтобы их отношение заменить частной производной.
Если разность давлений и температур значительная (разность давлений может составлять сотни атмосфер), то имеем интегральный эффекта Джоуля-Томсона, интегрирование можно провести следующим образом:
{\displaystyle T_{2}-T_{1}=\int \limits _{P_{1}}^{P_{2}}{\left({{\partial T} \over {\partial P}}\right)_{I}dP}=\int \limits _{P_{1}}^{P_{2}}{{{T\left({{\partial V} \over {\partial T}}\right)_{P}-V} \over {C_{P}}}dP}} — интегральный эффект Джоуля-Томсона.

## Эффект Джоуля-Томсона для газа Ван-дер-Ваальса
Уравнение Ван-дер-Ваальса создано с учетом слабых эффектов - взаимодействия молекул газа между собой и конечных размеров молекул газа (для идеального газа молекулы - материальные точки и они взаимодействуют только при ударе). В целом свойства такого газа очень мало отличаются от свойств идеального газа - за исключением отдельных областей параметров (например, при конденсации газа). Газ Ван-дер-Ваальса дает качественное описание поведения газов при конденсации и для эффекта Джоуля-Томсона. При этом количественно часто получаются параметры достаточно далекие от реальности. При этом для дифференциального эффекта при достаточно разреженном газе получаем следующий результат:
{\displaystyle {{\Delta T} \over {\Delta P}}={{{{2a} \over {RT}}-b} \over {C_{P}}}}
из формулы видно, что газ при дросселировании может как охлаждаться, так и нагреваться в зависимости от знака верхней части дроби, причем видно, что существует температура инверсии дифференциального эффекта Джоуля-Томсона, при которой меняется знак эффекта.
{\displaystyle T_{i}={{2a} \over {Rb}}}
где  a и b - параметры в формуле Ван-дер-Ваальса. При проведении процесса ниже температуры инверсии газ в процессе охлаждается, при проведении процесса выше температуры инверсии - газ нагревается. При этом процесс с охлаждением называется положительным, при нагреве - отрицательным.
Обычно температура инверсии значительно выше комнатной, поэтому практически все газы в этом процессе охлаждаются. 
Но у водорода и гелия температура инверсии низкая, поэтому эти газы при дросселировании нагреваются. (температура инверсии водорода около -80°Ц.) 
Сильно сжатый водород при дросселировании может вспыхнуть, это нужно учитывать, так как водород очень хорошо просачивается сквозь мельчайшие поры и даже через некоторые материалы.
Существует также рассмотрение дифференциального эффекта Джоуля-Томсона для сильно сжатых газов и интрегрального эффекта для газа Ван-дер-Ваальса, основные свойства этих процессов похожи.

## Свойства
Процесс дросселирования не квазистатический, равновесны только начальное и конечное, но не промежуточные состояния. Рассмотрение процесса дросселирования как квазистатического возможно только потому, что путь перехода из начального состояния в конечное здесь не важен, и можно заменить его некоторой теоретической квазистатической абстракцией.
При дросселировании происходит адиабатное расширение от давления P1 до давления P2 без совершения работы, то есть дросселирование — существенно необратимый процесс, сопровождающийся увеличением энтропии и объёма при постоянной энтальпии.

## Применение
Эффект дросселирования применяется в промышленности в расходомерах переменного давления, в которых расход газа или пара измеряется по перепаду давления P1 — P2 перед и после сужения проходного канала (диафрагма или сопло в трубе Вентури) трубопровода.
Дросселирование применяется в компрессионных холодильниках в качестве средства обеспечения перепада давления для испарения сжиженного хладагента.
Ранее процесс дросселирования использовался для сжижения газов, однако применение для этих целей детандеров (машин, позволяющих адиабатно понижать давление и охлаждать газы за счёт совершения работы) более эффективно.
Также, процесс дросселирования часто используется в быту: газовый редуктор ("лягушка" на пропановый баллон) - является саморегулирующимся дросселем, давление в нём также понижается без совершения работы, это необходимо для использования газовой плиты, подключаемой к баллонам с пропаном. Сами регуляторы в газовой плите являются регулируемыми дросселями по принципу работы, также такие редукторы всегда используются в газовых водонагревателях.